# Воскобович, Наталья Павловна
Наталья Павловна Воскобович (25 октября 1993, Минск) — белорусская футболистка, вратарь российского клуба «Зенит» и сборной Белоруссии.

## Биография
Организованно заниматься футболом начала в 16 лет. С 2010 года выступала в высшей лиге Белоруссии за клуб «Зорка-БДУ» (Минск), в его составе становилась серебряным (2010, 2011, 2014, 2015, 2016, 2017) и бронзовым (2012, 2013) призёром чемпионата страны, обладательницей (2010, 2012) и финалисткой (2011, 2014, 2015, 2016, 2017) Кубка Белоруссии, обладательницей Суперкубка страны (2010, 2013, 2017). Провела более 100 матчей за свой клуб, в некоторых из них выходила на поле в качестве полевого игрока. В сезоне 2013 года забила 9 голов, из них пять — в игре против клуба «Виктория-86» (32:0). Дважды, в 2016 и 2017 годах, признавалась лучшей футболисткой Белоруссии.
В 2018 году перешла в «Минск», с которым завоевала два чемпионских титула (2018, 2019) и два Кубка Белоруссии (2018, 2019). В 2020 году стала серебряным призёром чемпионата и финалисткой Кубка страны. Принимала участие в играх женской Лиги чемпионов (13 матчей).
В 2020 году стала единственной профессиональной футболисткой в Белоруссии, подписавшей обращение за проведение новых выборов президента и против применения силы к протестующим.
В 2021 году вместе с группой игроков из Белоруссии перешла в российский клуб «Звезда-2005» (Пермь), сыграла 13 матчей в чемпионате России. В начале 2022 года перешла в петербургский «Зенит», в составе которого стала Чемпионом России 2022, 2023 и 2024 годов.
Выступала за молодёжную сборную Белоруссии. С 2016 года играет за национальную сборную.

## Личная жизнь
Есть старшая сестра, брат-двойняшка и младшая сестра Надежда, выступающая за «Крылья Советов».